# 王之臣 (萬曆進士)
王之臣（16世紀—17世紀），字藎伯，號任吾，陝西潼關衛人，明末政治、軍事人物。

## 生平
八月二十八日生，治诗经。萬曆十九年（1591年）辛卯科鄉試第十四名舉人，二十三年（1595年），王之臣中式乙未科會試第二百二十三名，三甲第一百十一名進士。兵部觀政，本年十月授山東霑化知县，丁憂，二十八年補山東诸城知县，考察降用，三十二年補泰州判官，三十三年升彰德府推官，三十四年十二月行取考选，三十七年升刑部主事，三十八年四川恤刑，四十年丁憂。四十三年補户部主事，四十四年升员外郎、郎中，出任河南開封府知府，四十七年三月升山西副使，五月加升山西懷隆道参政。
天啓二年二月升都察院右佥都御史、巡抚宣府，五年（1625年）四月，丁忧的王之臣被夺情起用，接替吳用先擔任兵部右侍郎、总督蓟辽保定等处，五年九月赴任。寧遠之戰后，天啓六年三月，王之臣替代不援宁远和觉华岛而免职的高第，為兵部尚书兼都察院右副都御史、经略辽东蓟镇天津登莱等处军务。與袁崇煥經營关宁锦防线。在滿桂的留任問題上，與袁崇煥發生爭執。袁上奏请求遣其镇守其他城镇，于是满桂被召还北京。而王之臣极力反对，并请求朝廷命其镇守山海关。朝廷为了缓和各方矛盾，命令王之臣专守关内，而关外士兵将领皆由袁崇焕派遣。之后袁崇焕自悔，请求朝廷依照王之臣建言。天啟七年（1627年），袁崇煥回鄉，王之臣代為督師兼遼東巡撫。崇禎元年，被罷免蓟辽督师職位，由袁崇煥擔任。

## 家族
曾祖王敖。祖父王唐。父王寅。母馮氏。具庆下。弟之桢（庠生）、之屏，娶袁氏，子幼珣。